# Яблонь-Самсони
Яблонь-Самсони (пол. Jabłoń-Samsony) — село в Польщі, у гміні Шепетово Високомазовецького повіту Підляського воєводства.
Населення — 73 особи (2011).
У 1975-1998 роках село належало до Ломжинського воєводства.

## Демографія
Демографічна структура станом на 31 березня 2011 року:
|          | Загалом | Допрацездатний вік | Працездатний вік | Постпрацездатний вік |
| -------- | ------- | ------------------ | ---------------- | -------------------- |
| Чоловіки | 34      | 8                  | 21               | 5                    |
| Жінки    | 39      | 10                 | 19               | 10                   |
| Разом    | 73      | 18                 | 40               | 15                   |